# 右区
右区（羅馬化：Pravyi sektor），乌克兰右翼至极右翼民族主义政黨，也是烏克蘭一個準軍事政治組織，成立于2014年3月22日，同年5月22日注册。总部位于基辅，现有成员约1万人。是烏克蘭政黨中同時反對歐盟、同時也反對俄國的極右翼民族主義和民粹主義政黨與組織。